# Raquel Garza
Raquel Garza  (Tampico, Tamaulipas, Mexikó, 1967. április 28. –) mexikói színésznő, humorista.

## Élete és pályafutása
1967. április 28-án született Tampicóban. 
Karrierjét 1984-ben kezdte. 2008-ban szerepet kapott a Candy című sorozatban. 2012-ben megkapta Martina Durán szerepét a Könnyek királynője című telenovellában. Két lánya van.

## Filmográfia
- Pasión y poder .... Petra / Samantha (2015)
- Fiorella (Muchacha italiana viene a casarse) .... Adela (2014)
- Estrella2 .... Különböző szerepek (2013)
- Todo incluido...."Anita "la recamarera" (2013)
- Könnyek királynője (Corona de lágrimas).... Martina Requena Vda. de Durán (2012-2013)
- Miss XV.... Catalina de los Monteros / Galicia de García de Contreras (2011-2012)
- TV Millones.... Conductora (2010)
- Décadas.... Experta de la década de los 90´ (2010)
- Hazme reír y serás millonario....(2009)
- Atrévete a soñar .... Nina (2009)
- Candy (Las tontas no van al cielo) .... Hortensia "la secretaria" (2008)
- Amor sin maquillaje (2007)
- Objetos perdidos .... Különböző szerepek (2007)
- Lety, a csúnya lány (La fea más bella) .... Sara Patiño (2006-2007)
- La oreja .... Tere "la secretaria" (2002-2007)
- Vida TV .... Tere "la secretaria" (2002-2005)
- Vas o no vas con Boletazo .... (2004)
- La parodia .... (2004)
- Otro rollo .... Tere "la secretaria" (2004)
- Big Brother VIP: México .... Tere "la secretaria" (2004)
- Con todo (2004) .... Tere "la secretaria"
- Mujer, casos de la vida real (6 epizód, 2000-2004)
- Amor real (2003)
- A szerelem ösvényei (Las vías del amor).... Tere "la secretaria" (2002)
- Gente bien .... Martita (1997)